# میچیه تومیزاوا
میچیه تومیزاوا (انگلیسی: Michie Tomizawa; ۲۰ اکتبر ۱۹۶۱ – ) بازیگر، صداپیشه، و خواننده اهل استان ناگانو، ژاپن است.